# Oxyptilus scutifer
Oxyptilus scutifer là một loài bướm đêm thuộc chi Oxyptilus, có ở Costa Rica và Ecuador. Loài bướm này bay vào tháng 3, và có sải cánh khoảng 11-14 milimét.